# Bill Holman
Willis Leonard "Bill" Holman (21 maj 1927 i Californien USA, død 7. maj 2024) var en amerikansk saxofonist, arrangør, komponist og dirigent.
Holman der var tenorsaxofonist, blev omkring 1951 antaget af Stan Kenton til dennes big band, og det var her hans store talent som arrangør skulle blive berømt.
Han blev senere arrangør for bl.a. Buddy Rich, Woody Herman, Count Basie, Ella Fitzgerald og Gerry Mulligan.
Holman dannede midt i 1970´erne sit eget big band.

## Udvalgt Diskografi
- The Faboulus Bill Holman
- In a Jazz Orbit
- Bill Homan´s Great Big Band
- Bill Holman Band
- A View From The Side
- Big Band Live
- Brilliant Corners: The Music Of Thelonius Monk